# Spectrum (album Ziyo)
Spectrum – szósty album zespołu Ziyo. Wydany 23 listopada 1998 roku nakładem wydawnictwa Ethos.
Nagrań dokonano w „Studio Spaart” w Boguchwale i w „Studio Beat” w Katowicach. Realizacja nagrań: Piotr Sitek, Kris „Flipper” Krupa, Bogdan Nowak, Piotr Zygo. Mix: Kris „Fliper” Krupa, Bartłomiej Kapłoński. Loopy i realizacja wokali: Krzysztof Stasiak. Mastering: Grzegorz Piwkowski. Aranżacja i produkcja muzyczna: Jerzy Durał. Muzyka, teksty aranżacje i produkcja muzyczna: Jerzy Durał. Foto: Michał Pasich. Projekt graficzny: Jerzy Durał.

## Lista utworów
1. „Nr 5” – 1:17
2. „W siódmym niebie” – 3:48
3. „Zabij mnie 10 razy” – 3:35
4. „Trzy anioły” – 4:49
5. „3 x tak” – 3:20
6. „Czwarty wymiar” – 5:42
7. „Déja vu 1986” – 4:11
8. „<0;∞)” – 4:32
9. „Ten 1 raz” – 4:47
10. „Rozdwojenie” – 4:19
11. „Hybryda Cafe 05:00” – 4:35

bonusy CD Metal Mind Productions 2004
1. „Déja vu 1986” – clip
2. „Ten 1 raz” – clip

## Muzycy
- Jerzy Durał – śpiew, instrumenty klawiszowe
- Kris „Flipper” Krupa – perkusja, instrumenty klawiszowe
- Bartłomiej Kapłoński – gitary
- Piotr „Quentin” Wojtanowski – gitara basowa

## Wydawnictwa
- 1998 – Ethos (CD – ETCD 001)
- 1998 – Ethos (MC – ETMC 001)
- 2004 – Metal Mind Productions (CD MMP 0306)[5]